# Sébastien Salles-Lamonge
Sébastien Antoine Luc Salles-Lamonge (ur. 28 stycznia 1996 w Tarbes) – francuski piłkarz występujący na pozycji środkowego lub ofensywnego pomocnika, od 2023 roku zawodnik meksykańskiego Atlético San Luis.